# Gulbandvecklare
Gulbandvecklare (Celypha aurofasciana) är en fjärilsart som först beskrevs av Adrian Hardy Haworth 1811.  Gulbandvecklare ingår i släktet Celypha, och familjen vecklare. Enligt den svenska rödlistan är arten sårbar i Sverige. Arten förekommer i Götaland. Artens livsmiljö är skogslandskap, jordbrukslandskap, stadsmiljö.